# Munir Ahmed Dar
Munir Ahmed Dar oder Munir Ahmad Dar (geboren am 28. März 1935 in Amritsar; gestorben am 1. Juni 2011 in Lahore) war ein pakistanischer Hockeyspieler. Der Außenverteidiger der pakistanischen Nationalmannschaft kam bei zwei Olympischen Spielen zum Einsatz und gewann jeweils Silber.

## Sportliche Karriere
Munir Ahmed Dar nahm 1956 in Melbourne erstmals an Olympischen Spielen teil. Die pakistanische Mannschaft gewann ihre Vorrundengruppe und bezwang im Halbfinale die britische Mannschaft mit 3:2. Im Finale gewann die indische Mannschaft mit 1:0, wobei Munir Ahmed Dar nur im Finale eingesetzt wurde. Dies war die sechste olympische Hockey-Goldmedaille für Indien in Folge. Für Pakistan war es die erste olympische Medaille überhaupt. 1958 bezwang Pakistan die indische Mannschaft im Finale der Asienspiele in Tokio. 
Zwei Jahre später gehörte er zum pakistanischen Aufgebot bei den Olympischen Spielen 1960 in Rom, kam aber beim ersten Olympiasieg Pakistans nicht zum Einsatz. 1962 gewann Pakistan erneut bei den Asienspielen und wie 1958 war im Finale Indien der Gegner. Bei seiner dritten Olympiateilnahme 1964 in Tokio war er erstmals Stammspieler. Pakistan gewann seine Vorrundengruppe und bezwang im Halbfinale die spanische Mannschaft mit 3:0. Im Finale unterlag Pakistan der indischen Mannschaft mit 0:1. 1966 erreichte Munir Ahmed Dar mit der Mannschaft Pakistans noch einmal das Finale bei den Asienspielen, diesmal siegte die indische Mannschaft mit 1:0 in der Verlängerung.
Im Gegensatz zu Munir war sowohl sein Bruder Tanvir Ahmed Dar als auch sein Sohn Tauqir Dar Olympiasieger im Hockey. Munir Ahmed Dar gründete später mit seinem Bruder eine Hockeyschule. Daneben besaß er Rennpferde und war Präsident des pakistanischen Jockey-Club. Außerdem war er Präsident des pakistanischen Karate-Verbandes und gehörte dem Exekutivkomitee des pakistanischen Rugby-Union-Verbandes an.